# Sierra de Luquillo
La sierra de Luquillo est un petit massif montagneux prolongeant la cordillère Centrale au nord-est de l'île de Porto Rico dans les Caraïbes. Zone tropicale particulièrement pluvieuse, la sierra abrite la forêt nationale d'El Yunque devenue parc national américain en 1903.

## Géographie

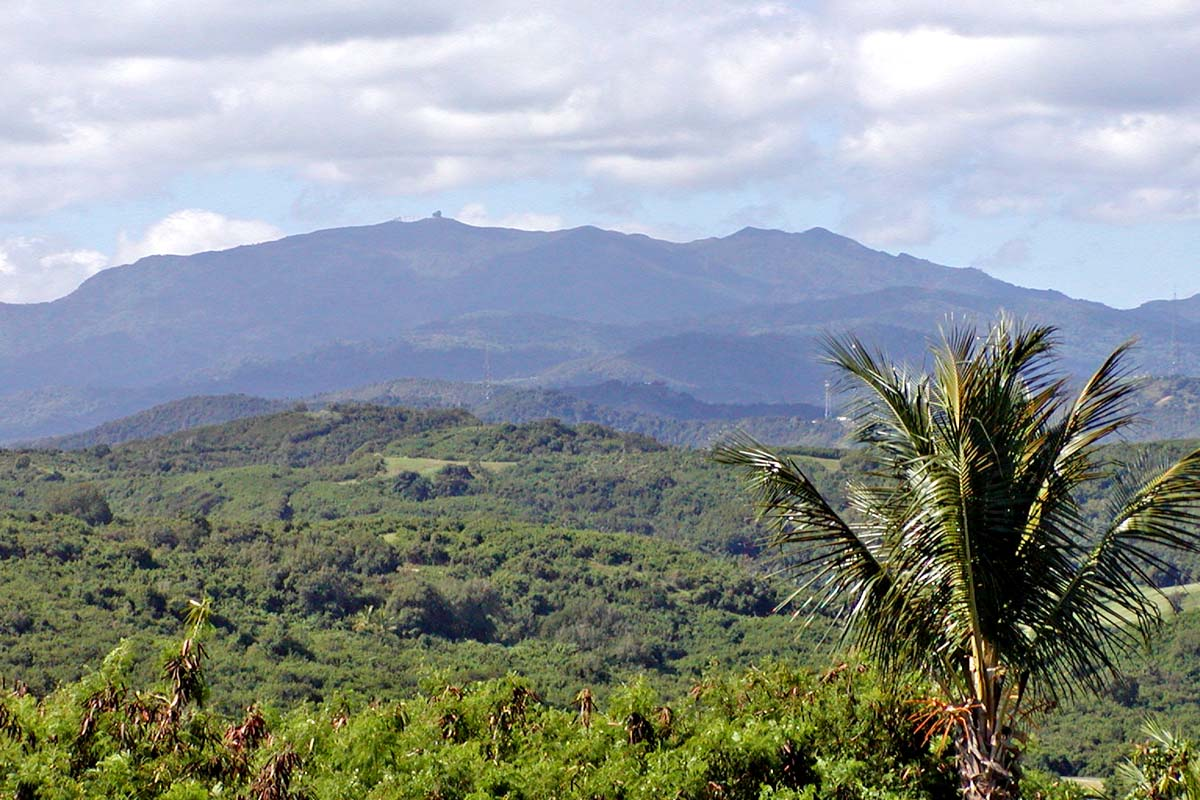
Vue de la sierra de Luquillo et du pic El Yunque.

Située au nord-est de l'île, la sierra de Luquillo est une extension de la cordillère Centrale. Elle s'étend sur environ 40 km de longueur et 17 km de largeur maximales, débute à l'ouest au Río Grande de Loíza dans les municipalités de Gurabo et de Trujillo Alto, couvre la plus grande partie du territoire municipal de Río Grande, s'étend au sud de celui éponyme de Luquillo et va à l'est jusqu'à Fajardo et Ceiba.
Son altitude atteint 1 070 m. Ses points culminants sont : El Toro, El Yunque (1 065 m), El Cacique, Cuchilla el Duque, Pico del Oeste et Pico del Este.